# 巴布什基诺农村居民点
巴布什基诺农村居民点（俄语：Бабушкинское сельское поселение）是俄罗斯联邦沃洛格达州巴布什基诺区所属的一个农村居民点。其下辖有22个居民点，行政中心为巴布什基诺。据2015年统计，该农村居民点的人口为4395人。